# Пишкија (Тимиш)
Пишкија (рум. Pişchia) насеље је у Румунији у округу Тимиш у општини Пишкија. Oпштина се налази на надморској висини од 107 m.

## Прошлост
По "Румунској енциклопедији" Пишкија се помиње 1333.године, када је католички свештеник Јохан Писки дао папски допринос. Године 1717. у "Пешкану" је само осам домова. Колонизације Немаца почињу од 1724. године.
Аустријски царски ревизор Ерлер је 1774. године констатовао да место "Брукенау" припада Сентандрашком округу, Темишварског дистрикта. Ту се налази римокатоличка црква а становништво је било немачко.

## Становништво
Према подацима из 2002. године у насељу је живело 3006 становника.

### Попис2002.
| Расподела становништва по националности 2002.‍ | Расподела становништва по националности 2002.‍ | Расподела становништва по националности 2002.‍ | Расподела становништва по националности 2002.‍ | Расподела становништва по националности 2002.‍ |
| --------------------------------------------- | --------------------------------------------- | --------------------------------------------- | --------------------------------------------- | --------------------------------------------- |
|                                               |                                               |                                               |                                               |                                               |
| Румуни                                        | Румуни                                        |                                               | 2.805                                         | 93,4%                                         |
| Мађари                                        | Мађари                                        |                                               | 66                                            | 2,2%                                          |
| Роми                                          | Роми                                          |                                               | 56                                            | 1,9%                                          |
| Украјинци                                     | Украјинци                                     |                                               | 40                                            | 1,3%                                          |
| Немци                                         | Немци                                         |                                               | 18                                            | 0,6%                                          |
| Срби                                          | Срби                                          |                                               | 11                                            | 0,4%                                          |
| Бугари                                        | Бугари                                        |                                               | 7                                             | 0,2%                                          |

### Хронологија
| Година       | 1992 | 1993 | 1994 | 1995 | 1996 | 1997 | 1998 | 1999 | 2000 | 2001 | 2002 | 2003 | 2004 | 2005 | 2006 | 2007 | 2008 | 2009 | 2010 | 2011 | 2012 | 2013 | 2014 | 2015 | 2016 | 2017 |
| ------------ | ---- | ---- | ---- | ---- | ---- | ---- | ---- | ---- | ---- | ---- | ---- | ---- | ---- | ---- | ---- | ---- | ---- | ---- | ---- | ---- | ---- | ---- | ---- | ---- | ---- | ---- |
| Становништво | 2792 | 2874 | 2903 | 2882 | 2887 | 2906 | 2957 | 2924 | 2939 | 2927 | 2904 | 2885 | 2865 | 2852 | 2842 | 2840 | 2881 | 2923 | 2963 | 3007 | 3059 | 3084 | 3114 | 3124 | 3150 | 3165 |